# Comment tuer son boss ?
Ne doit pas être confondu avec Comment se débarrasser de son patron.
Série
Comment tuer son boss 2
(2014)
Pour plus de détails, voir Fiche technique et Distribution.
Comment tuer son boss ? ou Méchants Patrons au Québec (Horrible Bosses) est un film américain réalisé par Seth Gordon et sorti en 2011. Il met en vedette Jason Bateman, Charlie Day, Jason Sudeikis, Jennifer Aniston, Kevin Spacey, Jamie Foxx et Colin Farrell dans les rôles principaux. L'intrigue du film raconte l'histoire de trois amis qui décident de tuer leurs tyranniques patrons respectifs.
Le scénario est écrit par Michael Markowitz (ar), qui a été acheté par New Line Cinema en 2005, mais a passé six années dans divers états de pré-production, avec une variété d'acteurs liés à des rôles différents. En 2010, Jonathan Goldstein et John Francis Daley ont réécrit le script et le film est finalement entré en production.
La première de Comment tuer son boss ? a eu lieu à Los Angeles, le 30 juin 2011 et le film est sorti en salles le 8 juillet 2011, dépassant les attentes financières, en engrangeant plus de 28 millions de dollars lors des trois premiers jours, se positionnant à la seconde place du box-office américain le week-end de sa sortie et en passe de devenir le plus gros succès cinématographique pour une comédie à l'humour noir de tous les temps en dollars, brisant le record précédemment établi par La Guerre des Rose, sorti en 1989. Finalement, Comment tuer son boss ? a rapporté plus de 214 millions de dollars de recettes mondiales.
À la suite du succès du film, un second volet est sorti en 2014, Comment tuer son boss 2.

## Synopsis

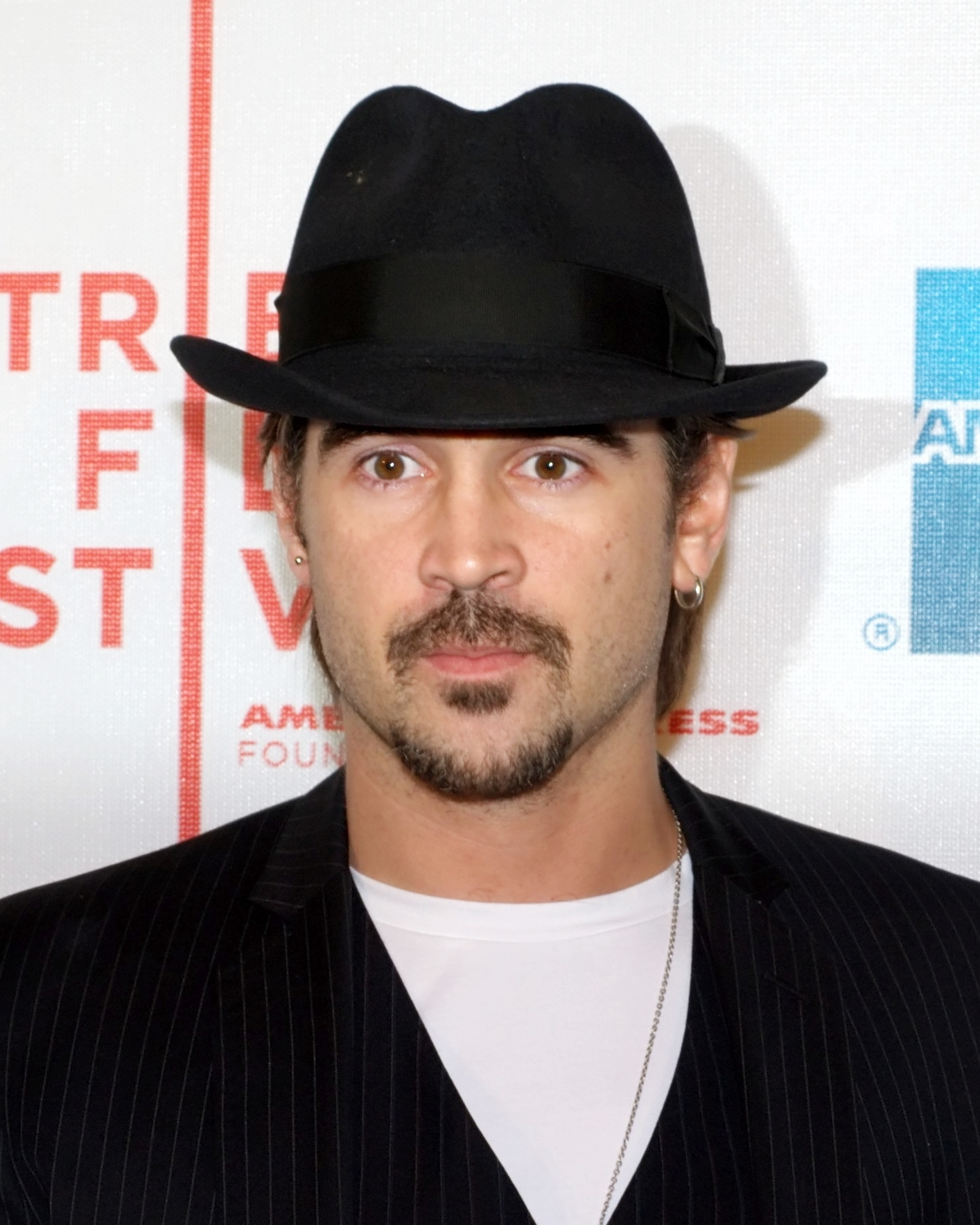
Colin Farrell à la première d'Ondine au Festival du film de Tribeca 2010

Nick Hendricks, Dale Arbus et Kurt Buckman sont amis. Ils sont tous les trois tyrannisés par leur boss. Nick est constamment rabaissé par David Harken, Dale est harcelé sexuellement par la nymphomane Julia Harris et Kurt est menacé de licenciement par l'incompétent nouveau PDG de sa boîte, Bobby Pellitt, fils de l'ancien directeur.
Chacun souhaitant en finir, tous trois plaisantent en imaginant leur vie si leur boss respectif était mort. Il s'avère par la suite que cette hypothèse est la seule abordable s'ils espèrent réellement un changement de situation. Mais subsiste un problème : si chacun élimine son supérieur, il sera démasqué par le lien qui le relie à celui-ci. C'est pourquoi, avec les conseils de Dean « MotherFucker » Jones, ils arrivent à la conclusion que si chacun tue le boss de l'autre, il est probable qu'ils s'en tirent sans ennuis.
Ils se mettent à enquêter sur leurs chefs, dérobant le téléphone de Bobby, et le laissant par inadvertance dans la maison de Harken. Lorsque Harken trouve le téléphone, il imagine que sa femme le trompe avec Bobby, et va ainsi le tuer. Les trois amis décident alors de piéger Harken en enregistrant sa confession, ce qui permet à la police de l'arrêter. Enfin, ils piègent également Julia en filmant un de ses assauts, puis Dale lui fait du chantage.

## Fiche technique
- Titre original : Horrible Bosses
- Titre français : Comment tuer son boss ?
- Titre québécois : Méchants Patrons
- Réalisation : Seth Gordon
- Scénario : Michael Markowitz, John Francis Daley et Jonathan M. Goldstein, d'après une histoire de Michael Markowitz
- Musique : Christopher Lennertz
- Directeur de la photographie : David Hennings
- Montage : Peter Teschner (en)
- Distribution des rôles : Lisa Beach et Sarah Katzman
- Création des décors : Shepherd Frankel
- Direction artistique : Jay Pelissier
- Décorateur de plateau : Jan Pascale
- Création des costumes : Carol Ramsey
- Producteurs  : Brett Ratner et Jay Stern
  - Coproducteurs : John Cheng, Mary Rohlich et John Rickard
  - Producteurs exécutifs : Toby Emmerich, Richard Brener, Michael Disco, Samuel J. Brown et Diana Pokorny
- Sociétés de production : New Line Cinema et Rat Entertainment
- Société de distribution : Warner Bros. Pictures
- Pays de production :  États-Unis
- Langue : anglais
- Durée : 98 minutes, 106 minutes (version longue)
- Format : 2.35:1 - 35 mm et cinéma numérique - couleur – son Dolby Digital
- Dates de sortie : 
  - États-Unis,  Canada : 8 juillet 2011
  - France : 17 août 2011

## Distribution
- Jason Bateman (VF : Bruno Choël ; VQ : Yves Soutière) : Nick Hendricks
- Charlie Day (VF : Benoît Du Pac ; VQ : Guillaume Champoux) : Dale Arbus
- Jason Sudeikis (VF : Thierry Kazazian ; VQ : Tristan Harvey) : Kurt Buckman
- Jennifer Aniston (VF : Dorothée Jemma ; VQ : Isabelle Leyrolles) : Dr Julia Harris
- Colin Farrell (VF : Boris Rehlinger ; VQ : Martin Watier) : Bobby Pellitt
- Kevin Spacey (VF : Gabriel Le Doze ; VQ : Daniel Picard) : David Harken
- Jamie Foxx (VF : Lucien Jean Baptiste ; VQ : Pierre Auger) : Dean « MF » Jones
- P. J. Byrne (VF : Laurent Morteau) : Kenny Sommerfeld
- Lindsay Sloane (VF : Barbara Beretta) : Stacy
- Donald Sutherland (VF : Bernard Tiphaine ; VQ : Vincent Davy) : Jack Pellit
- John Francis Daley (VF : Didier Cherbuy) : Carter
- Dave Sheridan (VF : Philippe Bozo) : le barman
- Ioan Gruffudd (VF : Damien Ferrette) : Wetwork Man
- Julie Bowen (VF : Hélène Bizot ; VQ : Mélanie Laberge) : Rhonda Harken
- Wendell Pierce (VF : Paul Borne) : l'inspecteur Hagan
- Ron White : l'inspecteur Samson
- Meghan Markle : l'employée FedEx
Version française

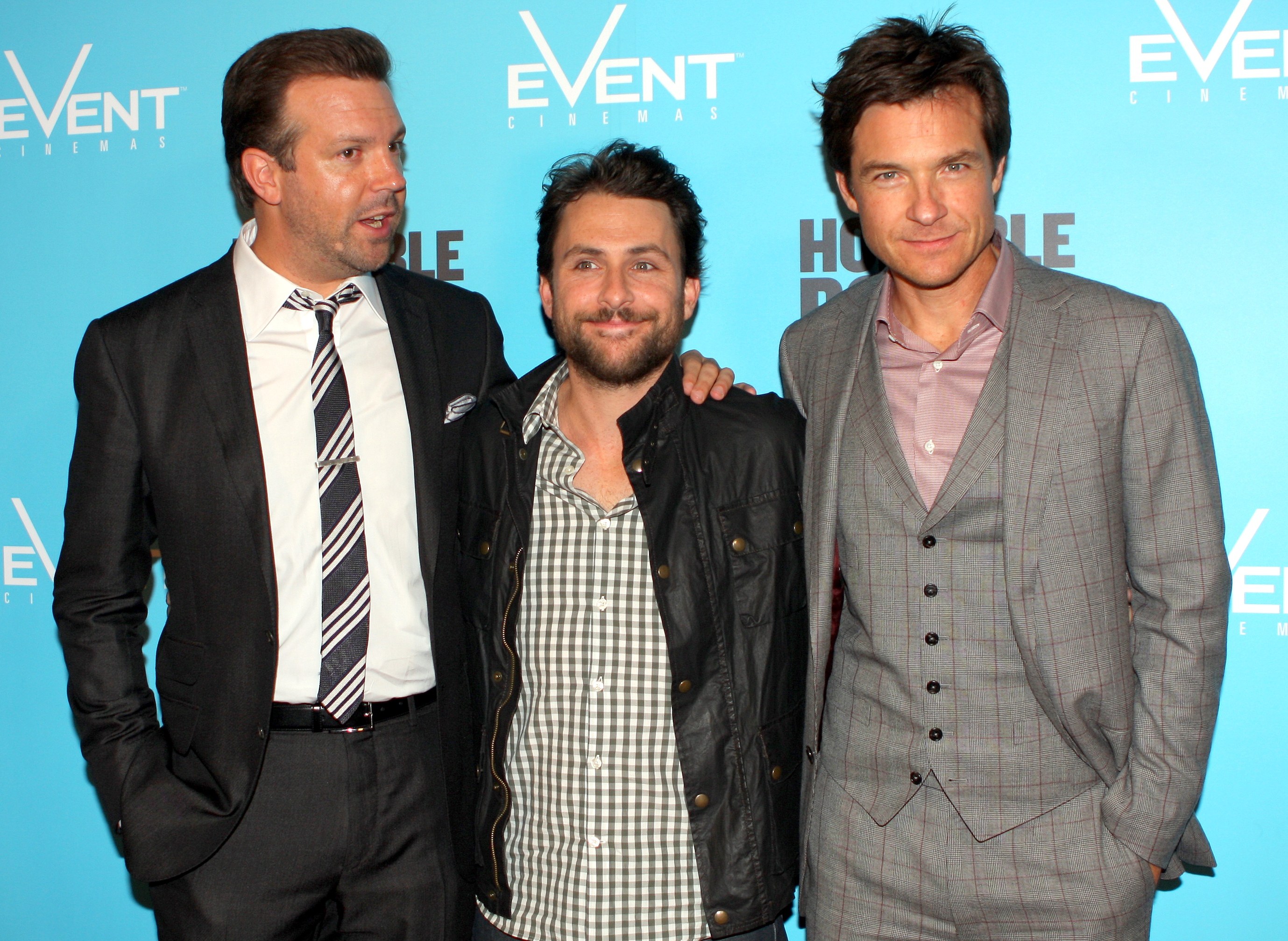
Jason Sudeikis, Charlie Day et Jason Bateman à la première du film, en août 2011.

  - Société de doublage : Dubbing Brothers
  - Direction artistique : Marie-Laure Beneston
  - Adaptation : Marion Bessay

Sources et légendes : version française (VF) sur RS Doublage et AlloDoublage, version québécoise (VQ) sur Doublage Québec

## Production

### Développement
Le script de Comment tuer son boss ?, écrit par Michael Markowitz, a été vendu aux enchères à New Line Cinema par Rat's Entertainment, société de production de Brett Ratner en 2005 pour un montant à six chiffres,. Ratner était initialement intéressé à le réaliser, mais il était occupé par le film Le Casse de Central Park. Frank Oz et David Dobkin furent en pourparlers pour le réaliser. Jonathan Goldstein et John Francis Daley ont réécrit le script en 2010 et le projet entra en production, avec Seth Gordon pour le mettre en scène.

### Attribution des rôles
Le rôle de Nick Hendricks, directeur de publicité manipulé en sautant à travers des obstacles afin d'obtenir une promotion que son patron n'a jamais eu l'intention de lui donner, est écrit spécialement pour Jason Bateman par Markowitz. Pour le rôle de Dale Arbus, assistant dentaire harcelé sexuellement par sa patronne et décrit comme un "romantique désespéré" dans l'amour pour sa fiancée, Ashton Kutcher était en pourparlers pour l'incarner lors de deux étapes au cours de la longue production. Le rôle fut finalement confié à Charlie Day, après sa prestation dans Trop loin pour toi. Le troisième protagoniste de l'histoire, Kurt Buckman, gestionnaire des comptes d'une société de produits chimiques qui doit faire face à un nouveau patron toxicomane après la mort de son ancien patron, est interprété par Jason Sudeikis, qui a obtenu le rôle en mai 2010.
Le personnage du docteur Julia Harris est basé, selon Markowitz, sur son ancienne patronne, affirmant qu'elle était « sexuellement très agressive avec tout le monde ». Lors de l'écriture du scénario, Markowitz a prévu que le rôle irait à Jennifer Aniston.
Steve Wiebe est présent au début du film dans le rôle de Thomas, chef de la sécurité, un des protagonistes du documentaire The King of Kong réalisé par Seth Gordon et de Bob Newhart à la fin du film, dans le rôle du sadique chef de la direction de Comnidyne Louis Sherman.

### Musique
- The Undergod - Spoon (ecrit par Briit Daniel)
- Crazy -  Booker T. Jones (écrit par Thomas Callaway, Brian Joseph Burton, Gianfranco Reverberi et Gian Piero Reverberi)
- Learn to Lose -  Hockey (écrit par Benjamin Grubin)
- Sabotage - Beastie Boys (écrit par Adam Horovitz, Michael Diamond et Adam Yauch)
- Sydney - Brett Dennen
- Lay Me Down - Dirty Heads (écrit par Dustin Bushnell, Jared Watson et Rome Ramirez)
- Beatin' Down the Block - BASKO (écrit par Ali Théodore, Joseph Smart, Julian Michael Davis, Robert Miller et Yussef Jackson)
- How You Like Me Now - Heavy (écrit par Kelvin Swaby, Dan Traylor, Spencer Page, Chris Ellul, et Arlester Christian)
- The Message - Cymande (écrit par Patrick Patterson et Steve Scipio)
- Koo Koo Rock - Quickness (écrit par Todd Bozung et Peter Plath
- Kung Fu Fighting - Carl Douglas
- That's Not My Name - The Ting Tings (écrit par Julian de Martino et Katie White)
- Perfect Day - Constellations (écrit par Benjamin Allen et Elijah Jones)
- Moneygrabber - Fitz and The Tantrums (écrit par Michael Fitzpatrick et Chris Seefried)
- I Be Doin' It - Classic (écrit par Ali Théodore, Julian Michael Davis et Zach Danziger)
- Rhythm of the Night - Debarge (écrit par Diane Warren
- This Is How I Roll - Money Mark (écrit par Money Mark, Christopher Lennertz et Todd Bozung)

## Sortie et accueil

### Accueil critique
Comment tuer son boss a rencontré un accueil critique favorable dans les pays anglophones, recueillant 69% d'avis positifs sur le site Rotten Tomatoes, basé sur 206 commentaires collectés et une note moyenne de 6.2⁄10. Le site Metacritic lui attribue un score de 57⁄100, basé sur 40 commentaires collectés.
En France, le long-métrage recueille un accueil critique mitigé, obtenant une note moyenne de 2.6⁄5 sur le site Allociné, basé sur dix-huit commentaires collectés.

### Box-office
Dès sa sortie en salles aux États-Unis, Comment tuer son boss ? s'empare de la deuxième place du box-office avec 28 302 165 $ pour son premier week-end d'exploitation et 42 372 139 $ en première semaine d'exploitation. Le film reste dans les dix meilleures places du box-office américain durant les trois semaines suivantes, où il a engrangé un total de 100 542 163 $. Finalement, Comment tuer son boss a récolté un total de 117 538 559 $ en 16 semaines, ce qui est un succès commercial car le film a été tourné pour un budget de 35 millions. Au box-office mondial, le film a engrangé 214 538 559 $, dont 97 millions rien que dans les pays étrangers.
En France, le film démarre à la quatrième place du box-office avec 245 150 entrées en première semaine à l'affiche et reste dans le Top 10 durant trois semaines consécutives, où il a déjà totalisé 701 969 entrées, pour finir avec 814 141 entrées.
Le film se place numéro 1 des films à l'humour noir qui a rapporté le plus de tous les temps.

## Distinctions
| Année | Prix                   | Catégorie                                                      | Lauréat                                            | Résultat   |
| ----- | ---------------------- | -------------------------------------------------------------- | -------------------------------------------------- | ---------- |
| 2011  | Critic's Choice Awards | Meilleure comédie                                              |                                                    | Nomination |
| 2011  | Satellite Award        | Meilleur second rôle masculin                                  | Colin Farrell                                      | Nomination |
| 2011  | Teen Choice Awards     | Meilleur film d'été                                            |                                                    | Nomination |
| 2012  | Artios Awards          | Outstanding Achievement in Casting - Big Budget Comedy Feature | Horrible Bosses - Lisa Beach and Sarah Katzman     | Nomination |
| 2012  | BMI Film & TV Awards   | Film Music Award                                               | Christopher Lennertz                               | Lauréat    |
| 2012  | Golden Trailer Awards  | Meilleur spot TV pour une comédie                              | Horrible Bosses, Warner Bros., Seismic Productions | Nomination |
| 2012  | MTV Movie Awards       | Meilleure ordure à l'écran                                     | Colin Farrell                                      | Nomination |
| 2012  | MTV Movie Awards       | Meilleure ordure à l'écran                                     | Jennifer Aniston                                   | Lauréat    |
| 2012  | MTV Movie Awards       | Meilleure transformation à l'écran                             | Colin Farrell                                      | Nomination |
| 2012  | The Comedy Awards      | Meilleur acteur dans une comédie                               | Jason Bateman                                      | Nomination |
| 2012  | The Comedy Awards      | Meilleure actrice dans une comédie                             | Jennifer Aniston                                   | Nomination |
| 2012  | The Comedy Awards      | Meilleur film comique                                          |                                                    | Nomination |